# Guilherme Arana
Guilherme Arana, född 14 april 1997 i São Paulo, är en brasiliansk fotbollsspelare.
Han blev olympisk guldmedaljör i fotboll vid sommarspelen 2020 i Tokyo.